# Oral Roberts

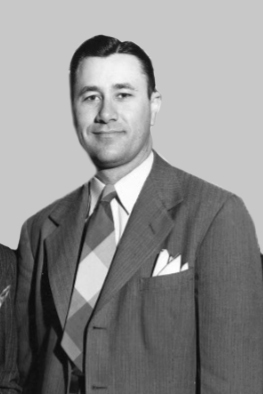
Oral Roberts

Granville Oral Roberts (Tulsa (Oklahoma), 24 januari 1918) – Newport Beach (Californië), 15 december 2009) was een Amerikaanse televisie-evangelist. Hij was ook een van de leiders van de charismatische beweging.

## Achtergrond
Roberts werd geboren als het vijfde en jongste kind van dominee Ellis M. en Claudia Roberts. Als kind had hij tuberculose en hij stotterde, iets waar hij zich erg voor schaamde. In 1935 werd Roberts volgens eigen zeggen op wonderbaarlijke wijze genezen, een verhaal dat hij vaak zou vertellen tijdens samenkomsten. 

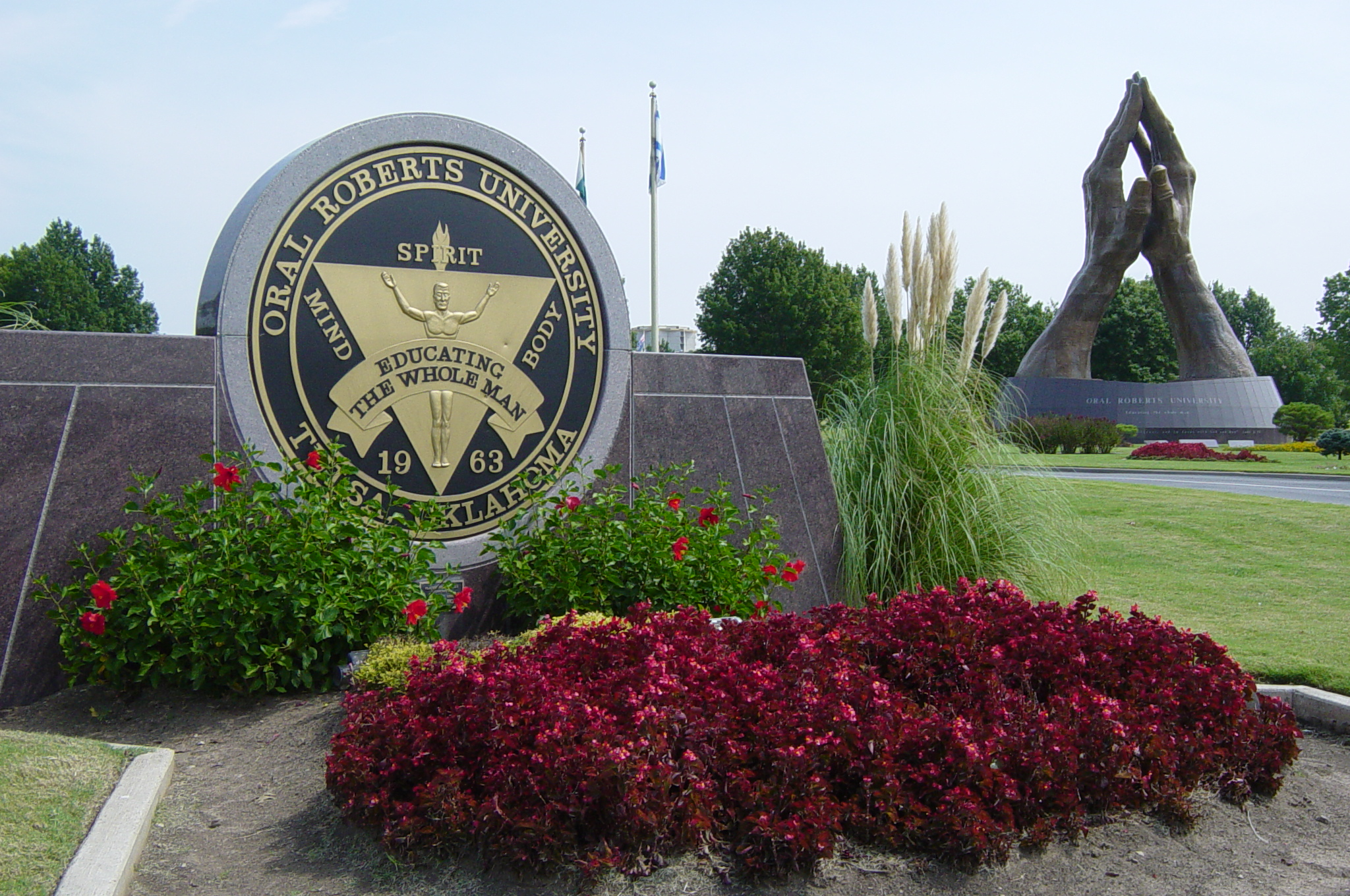
Oral Roberts University.

Hij verliet de middelbare school, waarna hij nog twee jaar doorbracht in de schoolbanken van verschillende Bijbelscholen. In 1938 trouwde hij met Evelyn Lutman Fahnestock. Hun huwelijk duurde 66 jaar tot haar dood op 4 mei 2005. Roberts deed in zijn carrière als evangelist veel aan tentevangelisatie. Ook was hij veel op de radio te horen. Uiteindelijk vond hij zijn weg naar de televisie, en bouwde een vast kijkerspubliek op. Verder schreef hij meer dan 120 boeken. De bekendste zijn Miracle of Seed-Faith en zijn auto-biografie Expect a Miracle. In het begin van zijn bediening lag bij Roberts sterk de nadruk op genezing door gebed. Door de jaren heen verschoof het accent echter meer naar evangelisatie.

## Evangelisatie en gebedsgenezing
In 1947 stopte Roberts met zijn pastorale werk binnen de Pentecostal Holiness Church en begon te werken voor zijn eigen organisatie Roberts Evangelistic Association (REA). Daarmee nam hij deel aan meer 300 evangelisatie- en genezingscampagnes op alle zes de continenten en sprak op een groot aantal nationale en internationale conferenties.
In 1963 werd de Oral Roberts University opgericht in Tulsa, Oklahoma. Volgens de evangelist gebeurde dit in opdracht van God. Een ander onderdeel van de REA was The Prayer Tower, een toren waarin 24 uur per dag gebeden werd, met name door studenten van de Oral Roberts University. Zij ontvangen dagelijks duizenden gebedsverzoeken van rond de wereld.
In de jaren 60 en 70 was Roberts een veelgevraagd spreker bij de Full Gospel Businessmen's Fellowship International, een organisatie van christelijke zakenmensen en een van de belangrijkste katalysatoren achter de charismatische beweging.
In 1980 claimde Roberts dat hij een visioen had gehad, waarin hij een 300 meter hoge Jezus zag, die hem aanmoedigde om te beginnen met de City of Faith Medical and Research Center. Deze instelling sloot echter haar deuren weer in 1989
Tijdens een fundraising-actie in 1987 zei Roberts dat God hem ‘thuis zou halen’ (een eufemisme voor dood) als hij niet voor maart 8 miljoen dollar zou hebben binnengehaald. Hij haalde ruim 9 miljoen dollar op. Critici maakten grappen als dat ‘Roberts door God gegijzeld’ zou zijn.
In datzelfde jaar wijdde het blad Time een artikel aan hem, inclusief een getuigenis van zijn zoon Richard, die beweerde dat hij had gezien dat zijn vader een kind uit de dood opwekte.
In 2004 verscheen de oude Roberts in het programma van Benny Hinn – This Is Your Day - waarin hij vertelde dat hij in een visioen een donkere wolk over New York had gezien. Dat zou een ‘wake up call’ zijn, om de mensen te vertellen dat ‘Christus spoedig zou komen’.

## Roberts in Nederland
Op uitnodiging van de Volle Evangelie Zakenlieden (VEZA) bracht Roberts in 1960 een bezoek aan Nederland Hij zou spreken op een zogeheten Vreugdedag in de Jaarbeurs in Utrecht. Dit zou de eerste grote happening worden sinds de komst van T.L. Osborn in 1958. De verwachtingen waren daarom hoog gespannen, maar de 'resultaten' vielen tegen, omdat er slechts weinig mensen zouden zijn genezen. Mede-organisator Peter Vlug sr. zou later opmerken dat deze dag wellicht 'het evangelie wellicht meer kwaad dan goed heeft gedaan'.